# Oberheim OB-X

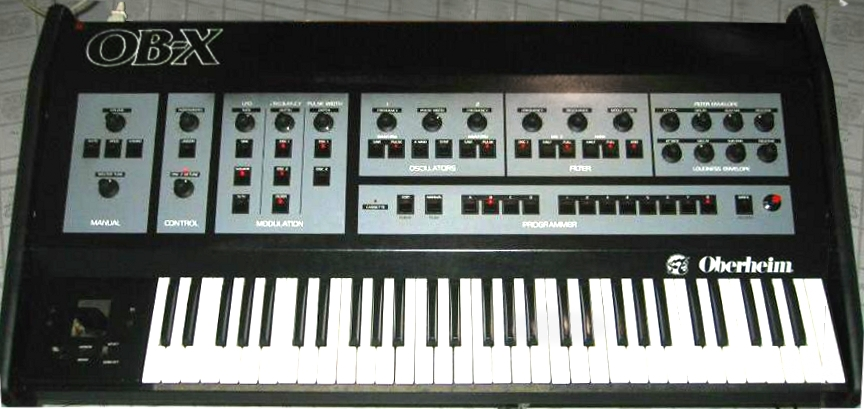
Oberhein OB-X.

O Oberheim OB-X é um sintetizador analógico polifônico.
Seu primeiro modelo foi lançado em junho de 1979, com o objetivo de concorrer com o Sequential Circuits Prophet-5, sintetizador de sucesso no ano anterior. Cerca de 800 unidades foram produzidas com sucesso moderado antes de sua produção ser encerrada em 1981, devido ao lançamento do sintetizador OB-Xa. A linha de produtos se desenvolveu até que foi substituída pela série Matrix de sintetizadores da Oberheim.
O OB-X foi usado na música popular. Uns de seus exemplos mais notáveis foi a banda Rush (em Moving Pictures), Queen (em The Game) e Van Halen (no álbum 1984).